# Quai Blanqui
Le quai Blanqui est un quai de la Seine se trouvant à Alfortville, dans le Val-de-Marne,.

## Situation et accès

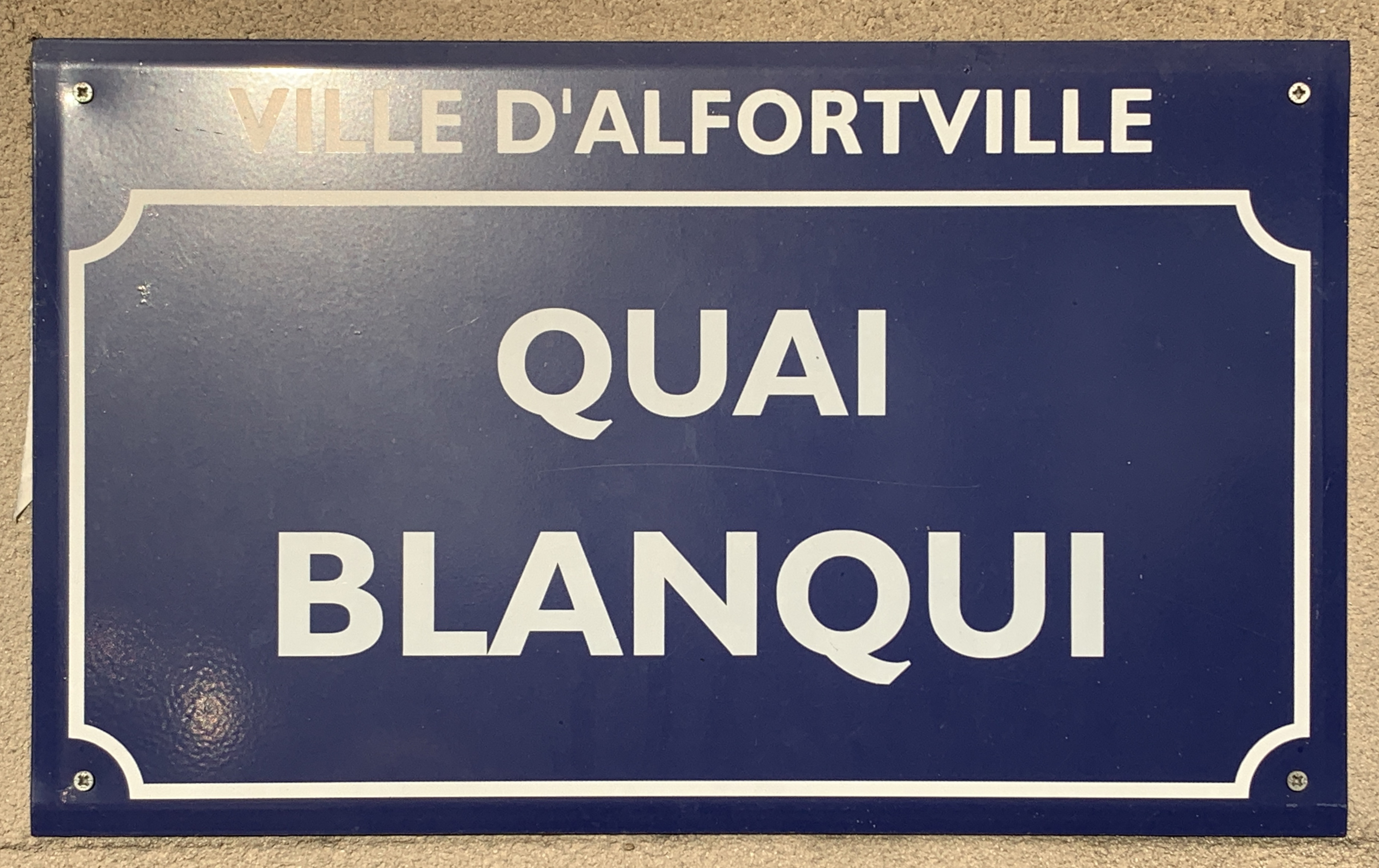
Plaque Quai Blanqui - Alfortville.

Le quai Blanqui suit le tracé de la route départementale 138.
Il est accessible par la gare de Maisons-Alfort - Alfortville et la station de métro École vétérinaire de Maisons-Alfort sur la ligne 8 du métro de Paris.

## Origine du nom
Ce quai a été nommé en hommage au penseur et révolutionnaire socialiste français Auguste Blanqui (1805-1881).

## Historique
Dans les années 1930 se trouvait à cet endroit une usine à gaz et des gazomètres, qui ont par la suite laissé place au stade Blanqui. 
Des recherches archéologiques y ont été menées en 1998, à 500 mètres en amont de sa confluence avec la Marne, et n'ont pas encore permis de mettre au jour des vestiges.
En 2016, les rives du fleuve y ont été réaménagées au bénéfice des déplacements doux, et ses abords couverts de ripisylve.

## Bâtiments remarquables et lieux de mémoire
- Parc de l'Île-au-Cointre, ouvert en 2013[5].
- Jardin Elsa-Triolet.
- Repère de crue de la Seine[6].
- Barrage éclusé de Port-à-l'Anglais.
- Port de Morville, port d’attache pour bateaux à passagers et établissements flottants[7],[8].
- Centre aquatique d'Alfortville[9].
- Emplacement d'une ancienne passerelle au-dessus du fleuve, installée au niveau de la centrale électrique Est-Lumière, aujourd’hui détruite[10].